# Тамати Вака Нене
Тамати Вака Нене (маори Tāmati Wāka Nene; 1785 — 6 августа 1871) — рангатира (вождь) маори, который сражался в качестве союзника на стороне британцев в Войне за флагшток.

## Биография
Тамати Вака Нене родился в семье рангатиры, и соответственно имел знатное происхождение. Он принимал активное участие в Мушкетных войнах 1818—1820. Во главе своих воинов он неистовствовал на всем протяжении северной части Новой Зеландии, устраивая убийства и грабежи соседних племён вплоть до пролива Кука. Он приказал своему ближайшему советнику Те Раупарахе приобретать ружья для повышения своего влияния.
В 1828 году он успешно предотвратил войну между маори из залива и островов Хокианга. Вскоре после этого его старший брат переехал на юг острова, туда, где в настоящее время находится Окленд, Хаераки, а вскоре после получения звания верховного вождя области умер от ран, полученных в бою. После этого Вака Нене стал одним из самых высокопоставленных рангатира своего народа и одним из двух руководителей области, наряду с Хоне Хеке.